# Caspar Bartholin cel Bătrân
Caspar Bartholin cel Bătrân (în daneză Caspar Bartholin den ældre, n. 12 februarie 1585 - d. 13 iulie 1629) a fost un savant danez, cu contribuții notabile în special în domeniul medicinei.
A fost tatăl savanților Thomas Bartholin și Rasmus Bartholin.
Cea mai valoroasă lucrare a sa este: Anatomicae Institutiones Corporis Humani (1611), care, o perioadă, a fost o lucrare de referință în domeniul anatomiei.
Aici se regăsește prima descriere a nervului olfactiv.

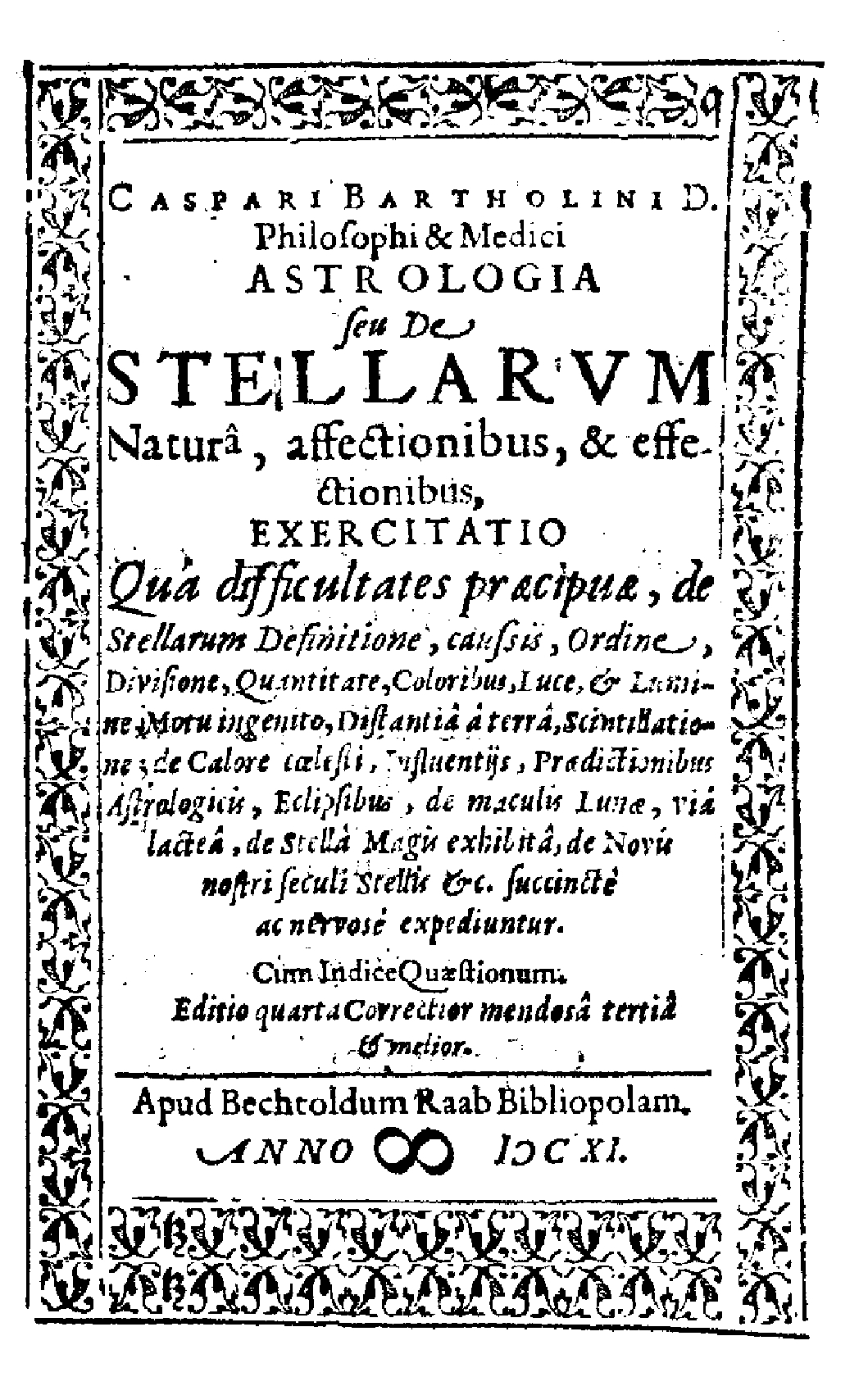
Astrologia, seu De stellarum natura, 1612